# Alex Cora
José Alexander Cora (né le 18 octobre 1975 à Caguas, Porto Rico) est un ancien joueur et entraîneur de baseball. 
Il évolue dans la Ligue majeure de baseball de 1998 à 2011 comme joueur d'arrêt-court et de deuxième but, faisant notamment partie de l'édition des Red Sox de Boston championne de la Série mondiale 2007.
Commentateur sportif dans les médias de langues anglaise et espagnole suivant sa carrière de joueur, Alex Cora est en 2017 l'instructeur de banc des Astros de Houston.
Le 22 octobre 2017, il est nommé gérant des Red Sox de Boston qui remportent la Série mondiale 2018, poste qu'il quitte pour un an en 2020 à la suite du scandale du vol de signaux des Astros de Houston.

## Carrière de joueur
Alex Cora est repêché une première fois en 1993 par les Twins du Minnesota mais ne signe pas avec l'équipe, choisissant plutôt de poursuivre sa carrière universitaire avec l'Université de Miami. Cora est plus tard réclamé en 3e ronde par les Dodgers de Los Angeles à la séance de repêchage amateur de 1996.

### Dodgers de Los Angeles

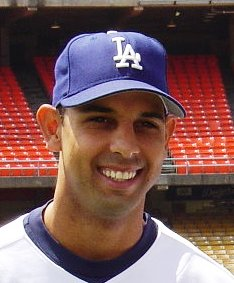
Alex Cora en 2004 avec les Dodgers.

Le jeune joueur d'arrêt-court dispute sa première partie dans les majeures avec les Dodgers le 7 juin 1998. Il passe la majorité de son temps en ligue mineure avant la saison 2000, jouant 40 matchs en deux ans pour les Dodgers. En 2000, il joint l'équipe sur une base régulière. En 2002, il frappe dans une moyenne au bâton de,291, sa plus élevée en carrière, en 115 parties. En 2003, il fait la transition de l'arrêt-court vers le deuxième but.
Le 12 mai 2004, Cora effectue une longue présence au bâton contre les Cubs de Chicago, frappant 14 fausses balles d'affilée avec un compte de 2 balles une prise. À la 18e offrande du lanceur des Cubs Matt Clement, il claque un coup de circuit. Ce duel entre Cora et Clement est considéré comme l'une des plus longues présences au bâton de l'histoire des majeures, bien que le nombre de lancers n'était pas compté de façon précise avant les années 1980 et que le record dans ce domaine ne peut être déterminé précisément.
Cora s'aligne pour Los Angeles jusqu'en 2004 et joue ses 4 dernières parties en séries éliminatoires, alors que les Dodgers s'inclinent devant les Cardinals de Saint-Louis dans une Série de division.

### Indians de Cleveland
Il rejoint les Indians de Cleveland, avec qui il signe un contrat comme agent libre en janvier 2005.  Les Indians l'échangent toutefois aux Red Sox de Boston le 7 juillet de la même année, en retour de Ramon Vasquez, un autre joueur portoricain pouvant évoluer à diverses positions à l'avant-champ.

### Red Sox de Boston

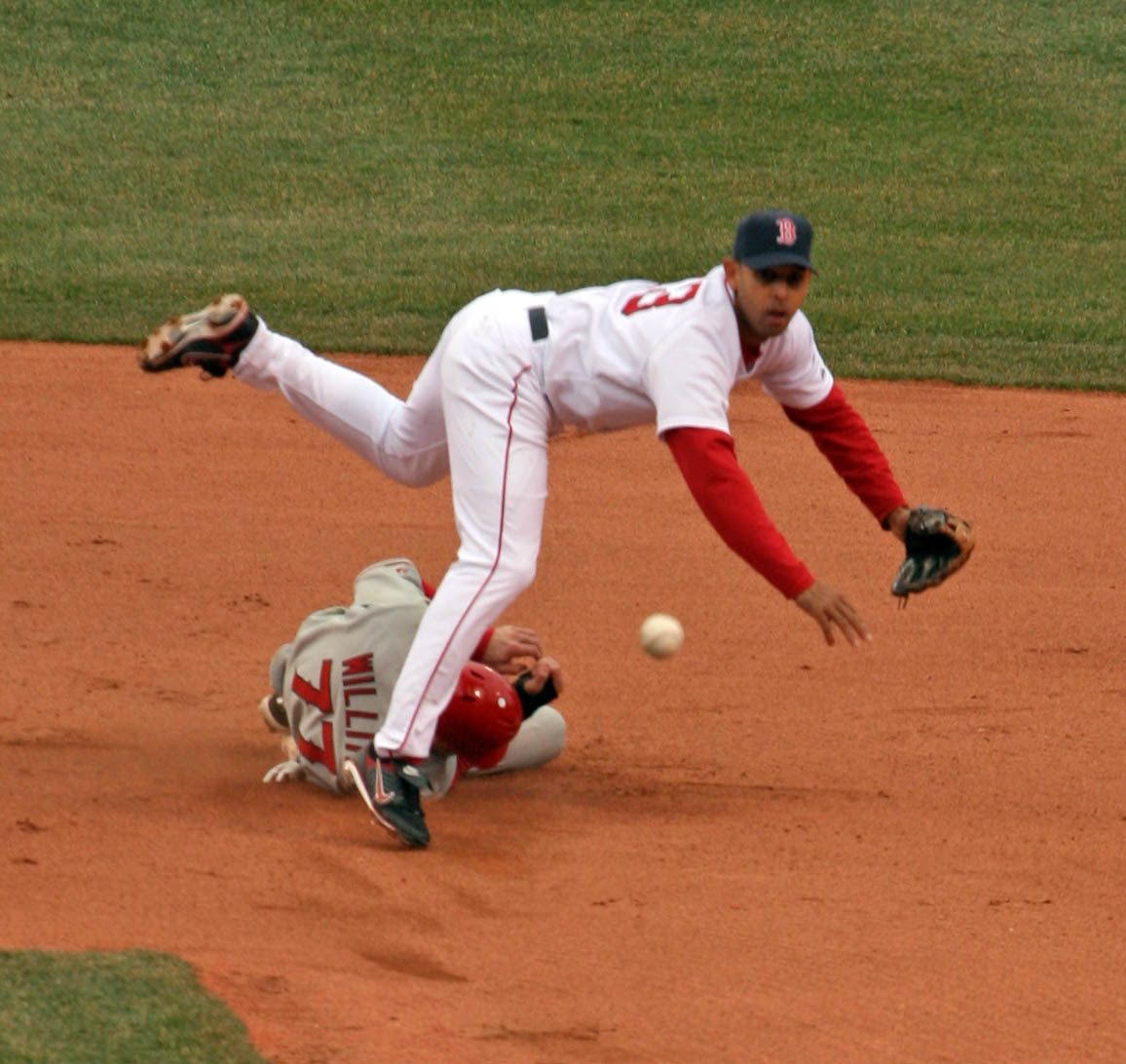
Alex Cora, des Red Sox, complète un double jeu contre les Angels en 2007.

Avec Boston, Cora participe à la conquête de la Série mondiale 2007. Il apparaît en défensive dans deux parties de la Série de division contre Cleveland. En finale face aux Rockies du Colorado, il joue en défensive dans 2 des 4 parties de la série et n'est appelé au bâton qu'une seule fois, déposant avec succès l'amorti-sacrifice.

### Mets de New York
Devenu agent libre après la saison 2008, il quitte les Red Sox et signe avec les Mets de New York en janvier 2009. 
En novembre de la même année, il s'entend pour un an et une année d'option avec les Mets.
Cora affiche une moyenne au bâton de,207 après 62 parties lorsqu'il est libéré de son contrat par les Mets le 7 août 2010.

### Rangers du Texas
Le 17 août 2010, Alex Cora signe un contrat des ligues mineures avec les Rangers du Texas. Il est immédiatement assigné au club-école Triple-A d'Oklahoma City en Ligue de la côte du Pacifique.
Il joue à peine quatre parties avec les Rangers avant d'être libéré de son contrat le 7 septembre 2010.

### Nationals de Washington
Le 2 février 2011, il accepte un contrat des ligues mineures avec les Nationals de Washington et dispute 91 parties avec eux durant la saison suivante, frappant pour ,224 et jouant principalement au troisième but.
Le 6 février 2012, il signe un contrat des ligues mineures avec les Cardinals de Saint-Louis. Il est libéré le 25 mars, vers la fin du camp d'entraînement.

### Classiques mondiales de baseball
Alex Cora a représenté l'équipe de Porto Rico à la Classique mondiale de baseball lors des tournois de 2006 et 2009.

## Carrière dans les médias
De 2013 à 2016, Cora est commentateur sportif à la télévision et à la radio pour ESPN (anglais) et ESPN Deportes (espagnol).

## Carrière d'entraîneur

### Astros de Houston
Le 15 novembre 2016, Alex Cora est nommé instructeur de banc des Astros de Houston et il est donc l'adjoint du gérant A. J. Hinch durant la saison 2017.

### Red Sox de Boston
Le 22 octobre 2017, au lendemain du match des Astros qui confirment leur accession à la Série mondiale 2017, les Red Sox de Boston annoncent que Cora sera leur gérant à partir de la saison 2018.
Succédant à John Farrell, Cora est le 47e gérant de l'histoire des Red Sox et signe un contrat de 3 saisons. Il est aussi le premier hispanophone à diriger un club qui fut le dernier des majeures à aligner un joueur Noir.
Il quitte son poste le 14 janvier 2020 à la suite de son implication dans le scandale relatif au vol de signaux des Astros de Houston. Il est cependant rappelé à son poste de gérant par les Red Sox après son année de suspension.